# Orectoderus utahensis
Orectoderus utahensis är en insektsart som beskrevs av Knight 1968. Orectoderus utahensis ingår i släktet Orectoderus och familjen ängsskinnbaggar. Inga underarter finns listade i Catalogue of Life.